# 2016-os labdarúgó-Európa-bajnokság (selejtező – D csoport)
A 2016-os labdarúgó-Európa-bajnokság selejtezőjének D csoportjának mérkőzéseit tartalmazó lapja.
A csoportban hat válogatott, Németország, Írország, Lengyelország, Skócia, Grúzia és Gibraltár szerepelt.

## Tabella
| Hely. | Csapat        | M  | Gy | D | V  | G+ | G– | Gk  | P  | Továbbjutás                           |     | Németország | Lengyelország | Írország | Skócia | Grúzia | Gibraltár (brit tengerentúli terület) |
| ----- | ------------- | -- | -- | - | -- | -- | -- | --- | -- | ------------------------------------- | --- | ----------- | ------------- | -------- | ------ | ------ | ------------------------------------- |
| 1.    | Németország   | 10 | 7  | 1 | 2  | 24 | 9  | +15 | 22 | Kijutott a 2016-os Európa-bajnokságra |     | —           | 3–1           | 1–1      | 2–1    | 2–1    | 4–0                                   |
| 2.    | Lengyelország | 10 | 6  | 3 | 1  | 33 | 10 | +23 | 21 | Kijutott a 2016-os Európa-bajnokságra |     | 2–0         | —             | 2–1      | 2–2    | 4–0    | 8–1                                   |
| 3.    | Írország      | 10 | 5  | 3 | 2  | 19 | 7  | +12 | 18 | Pótselejtezőbe került                 |     | 1–0         | 1–1           | —        | 1–1    | 1–0    | 7–0                                   |
| 4.    | Skócia        | 10 | 4  | 3 | 3  | 22 | 12 | +10 | 15 |                                       |     | 2–3         | 2–2           | 1–0      | —      | 1–0    | 6–1                                   |
| 5.    | Grúzia        | 10 | 3  | 0 | 7  | 10 | 16 | −6  | 9  |                                       | 0–2 | 0–4         | 1–2           | 1–0      | —      | 4–0    |                                       |
| 6.    | Gibraltár     | 10 | 0  | 0 | 10 | 2  | 56 | −54 | 0  |                                       | 0–7 | 0–7         | 0–4           | 0–6      | 0–3    | —      |                                       |

## Mérkőzések
Az időpontok közép-európai idő szerint értendők.
| 2014. szeptember 7. 18:00 |

| Grúzia          | 1–2               | Írország        |
| --------------- | ----------------- | --------------- |
| Okriashvili 38' | (1–1) Jegyzőkönyv | McGeady 24' 90' |

| Borisz Paicsadze Stadion, Tbiliszi Játékvezető: Kevin Blom (holland) |

| 2014. szeptember 7. 20:45 |

| Németország    | 2–1               | Skócia   |
| -------------- | ----------------- | -------- |
| Müller 18' 70' | (1–0) Jegyzőkönyv | Anya 66' |

| Signal Iduna Park, Dortmund Játékvezető: Svein Oddvar Moen (norvég) |

| 2014. szeptember 7. 20:45 |

| Gibraltár | 0–7               | Lengyelország                                              |
| --------- | ----------------- | ---------------------------------------------------------- |
|           | (0–1) Jegyzőkönyv | Grosicki 11' 48' Lewandowski 50' 53' 86' 90+2' Szukała 58' |

| Algarve Stadion, Faro, Portugália Játékvezető: Stefan Johannesson (svéd) |

| 2014. október 11. 18:00 |

| Írország                                                                      | 7–0               | Gibraltár |
| ----------------------------------------------------------------------------- | ----------------- | --------- |
| Keane 6' 14' 18' (11-esből) McClean 46' 53' J. Perez 52' (öngól) Hoolahan 56' | (3–0) Jegyzőkönyv |           |

| Aviva Stadion, Dublin Játékvezető: Leóntiosz Tráttu (ciprusi) |

| 2014. október 11. 18:00 |

| Skócia               | 1–0               | Grúzia |
| -------------------- | ----------------- | ------ |
| Khubutia 28' (öngól) | (1–0) Jegyzőkönyv |        |

| Ibrox Stadium, Glasgow Játékvezető: Miroslav Zelinka (cseh) |

| 2014. október 11. 20:45 |

| Lengyelország      | 2–0               | Németország |
| ------------------ | ----------------- | ----------- |
| Milik 51' Mila 88' | (0–0) Jegyzőkönyv |             |

| Nemzeti Stadion, Varsó Játékvezető: Pedro Proença (portugál) |

| 2014. október 14. 20:45 |

| Németország | 1–1               | Írország     |
| ----------- | ----------------- | ------------ |
| Kroos 71'   | (0–0) Jegyzőkönyv | O'Shea 90+4' |

| Veltins-Arena, Gelsenkirchen Játékvezető: Damir Skomina (szlovén) |

| 2014. október 14. 20:45 |

| Gibraltár | 0–3               | Grúzia                                    |
| --------- | ----------------- | ----------------------------------------- |
|           | (0–2) Jegyzőkönyv | Gelashvili 9' Okriashvili 19' Kankava 69' |

| Algarve Stadion, Faro, Portugália Játékvezető: Harald Lechner (osztrák) |

| 2014. október 14. 20:45 |

| Lengyelország           | 2–2               | Skócia                   |
| ----------------------- | ----------------- | ------------------------ |
| Mączyński 11' Milik 76' | (1–1) Jegyzőkönyv | Maloney 18' Naismith 57' |

| Nemzeti Stadion, Varsó Játékvezető: Alberto Undiano Mallenco (spanyol) |

| 2014. november 14. 18:00 |

| Grúzia | 0–4               | Lengyelország                                |
| ------ | ----------------- | -------------------------------------------- |
|        | (0–0) Jegyzőkönyv | Glik 51' Krychowiak 71' Mila 73' Milik 90+2' |

| Borisz Paicsadze Stadion, Tbiliszi Játékvezető: Paolo Tagliavento (olasz) |

| 2014. november 14. 20:45 |

| Németország                                 | 4–0               | Gibraltár |
| ------------------------------------------- | ----------------- | --------- |
| Müller 12' 29' Götze 38' Santos 67' (öngól) | (3–0) Jegyzőkönyv |           |

| Grundig-Stadion, Nürnberg Játékvezető: Alexandru Tudor (román) |

| 2014. november 14. 20:45 |

| Skócia      | 1–0               | Írország |
| ----------- | ----------------- | -------- |
| Maloney 75' | (0–0) Jegyzőkönyv |          |

| Celtic Park, Glasgow Játékvezető: Milorad Mažić (szerb) |

| 2015. március 29. 18:00 |

| Grúzia | 0–2               | Németország         |
| ------ | ----------------- | ------------------- |
|        | (0–2) Jegyzőkönyv | Reus 39' Müller 44' |

| Borisz Paicsadze Stadion, Tbiliszi Játékvezető: Clément Turpin (francia) |

| 2015. március 29. 18:00 |

| Skócia                                                                     | 6–1               | Gibraltár       |
| -------------------------------------------------------------------------- | ----------------- | --------------- |
| Maloney 18' (11-esből) 34' (11-esből) S. Fletcher 29' 77' 90' Naismith 39' | (4–1) Jegyzőkönyv | L. Casciaro 19' |

| Hampden Park, Glasgow Játékvezető: Mattias Gestranius (finn) |

| 2015. március 29. 20:45 |

| Írország   | 1–1               | Lengyelország |
| ---------- | ----------------- | ------------- |
| Long 90+1' | (0–1) Jegyzőkönyv | Peszko 26'    |

| Aviva Stadion, Dublin Játékvezető: Jonas Eriksson (svéd) |

| 2015. június 13. 18:00 |

| Lengyelország                         | 4–0               | Grúzia |
| ------------------------------------- | ----------------- | ------ |
| Milik 62' Lewandowski 89' 90+2' 90+3' | (0–0) Jegyzőkönyv |        |

| Nemzeti Stadion, Varsó Játékvezető: Aleksei Kulbakov (fehérorosz) |

| 2015. június 13. 18:00 |

| Írország    | 1–1               | Skócia             |
| ----------- | ----------------- | ------------------ |
| Walters 38' | (1–0) Jegyzőkönyv | O'Shea 47' (öngól) |

| Aviva Stadion, Dublin Játékvezető: Nicola Rizzoli (olasz) |

| 2015. június 13. 20:45 |

| Gibraltár | 0–7               | Németország                                                   |
| --------- | ----------------- | ------------------------------------------------------------- |
|           | (0–1) Jegyzőkönyv | Schürrle 28' 65' 71' Kruse 47' 81' Gündoğan 51' Bellarabi 57' |

| Játékvezető: Clayton Pisani (máltai) |

| 2015. szeptember 4. 20:45 |

| Grúzia          | 1–0               | Skócia |
| --------------- | ----------------- | ------ |
| Kazaishvili 38' | (1–0) Jegyzőkönyv |        |

| Borisz Paicsadze Stadion, Tbiliszi Játékvezető: Ovidiu Hațegan (román) |

| 2015. szeptember 4. 18:00 |

| Németország              | 3–1               | Lengyelország   |
| ------------------------ | ----------------- | --------------- |
| Müller 12' Götze 19' 82' | (2–1) Jegyzőkönyv | Lewandowski 37' |

| Commerzbank-Arena, Frankfurt am Main Játékvezető: Nicola Rizzoli (olasz) |

| 2015. szeptember 4. 20:45 |

| Gibraltár | 0–4               | Írország                                       |
| --------- | ----------------- | ---------------------------------------------- |
|           | (0–1) Jegyzőkönyv | Christie 27' Keane 49' 51' (11-esből) Long 79' |

| Estádio Algarve, Faro/Loulé, Portugália Játékvezető: Marijo Strahonja (horvát) |

| 2015. szeptember 7. 20:45 |

| Lengyelország                                                                                | 8–1               | Gibraltár   |
| -------------------------------------------------------------------------------------------- | ----------------- | ----------- |
| Grosicki 8' 15' Lewandowski 18' 29' Milik 56' 72' Błaszczykowski 59' (11-esből) Kapustka 73' | (4–0) Jegyzőkönyv | Gosling 87' |

| National Stadium, Varsó Játékvezető: Gediminas Mažeika (litván) |

| 2015. szeptember 7. 20:45 |

| Írország    | 1–0               | Grúzia |
| ----------- | ----------------- | ------ |
| Walters 69' | (0–0) Jegyzőkönyv |        |

| Aviva Stadion, Dublin Játékvezető: Vad István (magyar) |

| 2015. szeptember 7. 20:45 |

| Skócia                           | 2–3               | Németország                 |
| -------------------------------- | ----------------- | --------------------------- |
| Hummels 28' (öngól) McArthur 43' | (2–2) Jegyzőkönyv | Müller 18' 34' Gündoğan 54' |

| Hampden Park, Glasgow Játékvezető: Björn Kuipers (holland) |

| 2015. október 8. 18:00 |

| Grúzia                                                      | 4–0               | Gibraltár |
| ----------------------------------------------------------- | ----------------- | --------- |
| Vatsadze 30' 45' Okriashvili 35' (11-esből) Kazaishvili 87' | (3–0) Jegyzőkönyv |           |

| Borisz Paicsadze Stadion, Tbiliszi Játékvezető: Serhiy Boiko (ukrán) |

| 2015. október 8. 20:45 |

| Írország | 1–0         | Németország |
| -------- | ----------- | ----------- |
| Long 70' | Jegyzőkönyv |             |

| Aviva Stadion, Dublin Játékvezető: Carlos Velasco Carballo (spanyol) |

| 2015. október 8. 20:45 |

| Skócia                     | 2–2               | Lengyelország        |
| -------------------------- | ----------------- | -------------------- |
| Richie 45' S. Fletcher 62' | (1–1) Jegyzőkönyv | Lewandowski 3' 90+4' |

| Hampden Park, Glasgow Játékvezető: Kassai Viktor (magyar) |

| 2015. október 11. 20:45 |

| Németország                     | 2–1               | Grúzia      |
| ------------------------------- | ----------------- | ----------- |
| Müller 50' (11-esből) Kruse 79' | (0–0) Jegyzőkönyv | Kankava 53' |

| Red Bull Arena, Lipcse Játékvezető: Pavel Královec (cseh) |

| 2015. október 11. 20:45 |

| Gibraltár | 0–6               | Skócia                                                           |
| --------- | ----------------- | ---------------------------------------------------------------- |
|           | (0–2) Jegyzőkönyv | C. Martin 25' Maloney 39' S. Fletcher 52' 56' 85' Naismith 90+1' |

| Estádio Algarve, Faro-Loule Játékvezető: Aleksei Kulbakov (fehérorosz) |

| 2015. október 11. 20:45 |

| Lengyelország                  | 2–1               | Írország                            |
| ------------------------------ | ----------------- | ----------------------------------- |
| Krychowiak 13' Lewandowski 42' | (2–1) Jegyzőkönyv | Walters 16' (11-esből) O’Shea 90+2′ |

| Nemzeti Stadion, Varsó Játékvezető: Cüneyt Çakır (török) |